# Neozoanthidae
Neozoanthidae is een familie van neteldieren uit de klasse van de Anthozoa (bloemdieren). 

## Geslacht
- Neozoanthus Herberts, 1972